# Cryptocephalus barii
Cryptocephalus barii – gatunek chrząszcza z rodziny stonkowatych i podrodziny Cryptocephalinae.
Gatunek ten został opisany w 1948 roku przez M. Burliniego.
Chrząszcz endemiczny dla Włoch.